# GP van Kroatië MX3 2006
De Grote Prijs van Kroatië 2006 in de MX3-klasse motorcross werd gehouden op 11 juni 2006 op het circuit van Mladina. Het was de achtste Grote Prijs van het wereldkampioenschap. KTM-rijders Sven Breugelmans en Yves Demaria deelden de punten; ze wonnen elk één reeks en werden eenmaal tweede. De GP-zege ging naar Demaria, die in de tweede reeks de beste was. Hierdoor veranderde er niets aan de top van de tussenstand in het WK: Demaria behield vijftien punten voorsprong op Breugelmans. Thuisrijder Nenad Sipek slaagde erin de derde plaats op het podium te veroveren.

## Uitslag eerste reeks
| Plaats | Naam             | Land |
| ------ | ---------------- | ---- |
| 1      | Sven Breugelmans | BEL  |
| 2      | Yves Demaria     | FRA  |
| 3      | Cristian Beggi   | ITA  |
| 4      | Martin Zerava    | CZE  |
| 5      | Jan Zaremba      | CZE  |
| 6      | Nenad Sipek      | CRO  |
| 7      | Enrico Oddenino  | ITA  |
| 8      | Saso Kragelj     | SLO  |
| 9      | Vincent Collet   | BEL  |
| 10     | David Cadek      | CZE  |

## Uitslag tweede reeks
| Plaats | Naam             | Land |
| ------ | ---------------- | ---- |
| 1      | Yves Demaria     | FRA  |
| 2      | Sven Breugelmans | BEL  |
| 3      | Nenad Sipek      | CRO  |
| 4      | Marc Ristori     | SUI  |
| 5      | Martin Zerava    | CZE  |
| 6      | Michal Kadlecek  | CZE  |
| 7      | Enrico Oddenino  | ITA  |
| 8      | Oswald Reisinger | AUT  |
| 9      | Mario Hirschmugl | AUT  |
| 10     | David Cadek      | CZE  |

## Eindstand Grote Prijs
| Plaats | Naam             | Land | Punten |
| ------ | ---------------- | ---- | ------ |
| 1      | Yves Demaria     | FRA  | 47     |
| 2      | Sven Breugelmans | BEL  | 47     |
| 3      | Nenad Sipek      | CRO  | 35     |
| 4      | Martin Zerava    | CZE  | 34     |
| 5      | Enrico Oddenino  | ITA  | 28     |
| 6      | Saso Kragelj     | SLO  | 23     |
| 7      | Oswald Reisinger | AUT  | 22     |
| 8      | David Cadek      | CZE  | 22     |
| 9      | Mario Hirschmugl | AUT  | 20     |
| 10     | Cristian Beggi   | ITA  | 20     |

## Tussenstand wereldkampioenschap
| Plaats | Naam                | Land | Punten |
| ------ | ------------------- | ---- | ------ |
| 1      | Yves Demaria        | FRA  | 352    |
| 2      | Sven Breugelmans    | BEL  | 337    |
| 3      | Marc Ristori        | SUI  | 243    |
| 4      | Cristian Beggi      | ITA  | 242    |
| 5      | Enrico Oddenino     | ITA  | 232    |
| 6      | Saso Kragelj        | SLO  | 162    |
| 7      | Jan Zaremba         | CZE  | 155    |
| 8      | Nenad Sipek         | CRO  | 137    |
| 9      | Vincent Collet      | BEL  | 118    |
| 10     | Martin Zerava       | CZE  | 115    |
| 11     | David Cadek         | CZE  | 114    |
| 12     | Michal Kadlecek     | CZE  | 112    |
| 13     | Daniele Bricca      | ITA  | 107    |
| 14     | Michael Staufer     | AUT  | 83     |
| 15     | Bader Manneh        | ITA  | 68     |
| 16     | Christian Stevanini | ITA  | 61     |
| 17     | Christophe Martin   | FRA  | 56     |
| 18     | Jussi Nikkila       | FIN  | 47     |
| 19     | Jurgen Van Nooten   | BEL  | 39     |
| 20     | Julien Vanni        | FRA  | 35     |